# Відповідність між множинами
Відповідністю між множинами A і B в теорії множин називається будь-яка підмножина C декартового добутку A×B.
Якщо (a, b)∈C, то кажуть, що елемент b відповідає елементу a при відповідності C.
В математичній літературі також інколи прийнято вважати поняття відповідності між множинами синонімом поняття відношення між множинами. Тут ці поняття розрізняються.

## Графіки відповідностей
Відповідність можна задавати графіком відповідності. Нехай А={1,2,3,4,5} і B={a, b, c, d}, а C = {(1,a), (1,d), (2,с), (2,d), (3,b), (5,a), (5,b)} — відповідність між A і B. Позначимо через 1,2,3,4,5 вертикальні прямі, а через a, b, c, d — горизонтальні прямі на координатній площині.

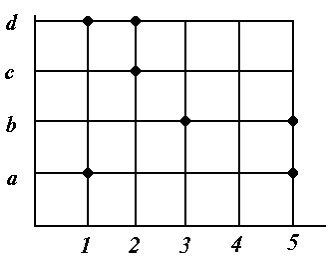
Графік відповідності

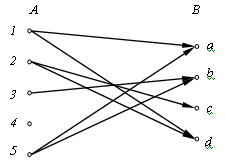
Діаграма відповідності

Тоді виділені вузли на перетині цих прямих позначають елементи відповідності C і утворюють графік відповідності.
Для задання невеликих скінченних відповідностей є діаграма або граф відповідності. В одній колонці розташовують точки, позначені елементами множини A, у колонці праворуч — точки, позначені елементами множини B. З точки a першої колонки проводимо стрілку в точку b другої колонки тоді і тільки тоді, коли пара (a, b) належить заданій відповідності.
Іноді відповідність між двома множинами (з узагальненням на довільну кількість множин) визначають саме як кортеж (A, B, GAB), де A, B — множини, між якими встановлюється відповідність, а GAB = A×B — графік відповідності

## Область визначення та область значень
Дивись також Область значень та область визначення відображення (функції)
Припустимо, що C∈A×B деяка відповідність. Проєкція множини Pr1 C називається областю визначення, а множина Pr2C — областю значень відповідності C.
Якщо Pr1 C=A, то відповідність C називається всюди або повністю визначеною. В противному разі відповідність називається частковою.

## Образ та прообраз
Дивись також Образ та прообраз відображення (функції)
Образом елемента a∈Pr1 C при відповідності C називається множина всіх елементів b∈Pr2 C, які відповідають елементу a.
Прообразом елемента b∈Pr2 C при відповідності C називається множина всіх тих елементів a∈Pr1 C, яким відповідає елемент b.
Якщо A∈Pr1 C, то образом множини A при відповідності C називається об'єднання образів усіх елементів з A. Аналогічно означається прообраз множини B∈Pr2 C.

## Обернена відповідність
Дивись також Обернене відображення (функція)
Відповідністю, оберненою до заданої відповідності C між множинами A і B, називається відповідність D між множинами B і A така, що D ={(b, a) | (a, b)∈C}.
Відповідність, обернену до відповідності C, позначають C-1.

## Композиція відповідностей
Дивись також Композиція відображень (функцій)
Якщо задано відповідності {\displaystyle ~R_{1}\subseteq A\times B} і {\displaystyle ~R_{2}\subseteq B\times C}, то композицією відповідностей {\displaystyle ~R_{1}} і {\displaystyle ~R_{2}} (позначається {\displaystyle ~R_{1}\circ R_{2}}) називається відповідність {\displaystyle ~R} між множинами {\displaystyle ~A} і {\displaystyle ~C} така, що
{\displaystyle ~R=\{\langle a,c\rangle |\ \ \exists b\ (b\in B\ \land \ \langle a,b\rangle \in R_{1}\ \land \ \langle b,c\rangle \in R_{2}\}}.

## Відповідності, функції та відображення
У математичній літературі прийнято називати відповідність C⊆A×B функціональною відповідністю або функцією з A в B, якщо кожному елементові a∈Pr1 C відповідає тільки один елемент з Pr2 C.
Термін відображення зазвичай вживається як синонім функції, але деякі джерела схильні розрізняти ці поняття, причому в одних функцією називається таке відображення, яке є всюди визначеним, а в інших — навпаки: відображенням вважається така функція, яка є всюди визначеною.